# Proterozoik
| Eon Proterozoika pred 2500–541 milijoni let Fan. Proterozoik Arhaik Had |
| Umetnikov prikaz življenja na oceanskem dnu, kot je morda izgledalo v poznem proterozoiku.– Smithsonian Institution                                                                           |
| Geološka časovna lestvica-4500 —–-4000 —–-3500 —–-3000 —–-2500 —–-2000 —–-1500 —–-1000 —–-500 —–0 —HadArhaikProterozoikFanerozoikEoPaleoMezoNeoPaleoMezoNeoPaleoMezoKeno Merilo: milijoni let |

Proterozoik je zadnji geološki eon predkambrija oziroma obdobja brez vidnega življenja. Pričel se je pred 2,5 milijarde let in zaključil pred okoli 542 milijoni let. Proterozoik je značilen kot obdobje nastanka bistvenih količin kisika v atmosferi, poteka nekaj poledenitev, med drugim hipotetična Snežna Zemlja, ter razvoja nekaterih prvih večceličnih mehkužcev. Eon je razdeljen na tri veke: paleoproterozoik, mezoproterozoik in neoproterozoik.
Geološke sledi proterozoika so mnogo bolj ohranjene kot tiste iz njemu predhodnega eona arhaika. Za razliko od arhaičnih kamninskih plasti v globokih morjih so ostanki kamnin iz proterozoika ohranjeni na dnu obsežnih plitvih pricelinskih morij. Zraven tega pa so proterozoične kamnine manj preobražene (metamorfne) kamnine. Študije teh dokazujejo hitro dviganje celin v obdobju ter tako prisotnost današnji podobnih orogenez. Prišlo je tudi do oblikovanja superkontinenta Rodinia.

## Življenje v proterozoiku
Časovno se s pojavom kisika v atmosferi ujema razvoj prvih oblik naprednega eno- in večceličnega življenja. S tem se začne ločen razvoj rastlinskega in živalskega kraljestva. V tem času se pojavi tudi prva simbioza, med mitohondriji in kloroplasti ter njihovimi gostitelji. Kljub vzponu tovrstnih oblik življenja se je v tem času še naprej nadaljeval razvoj primitivnejših v času arhaika nastalih stromatolitov, ki so prav v proterozoiku dosegli svoj višek.
Proterozoik je vse do druge polovice 20. stoletja veljal za zadnje zemeljsko obdobje brez življenja, saj so bili tedaj znani le fosili iz kambrijskih oziroma poproterozoičnih kamnin. Ko so kasneje v globljih plasteh (v kamninah iz proterozoika) našli fosilne ostanke živali, naj bi se meja proterozoika praviloma premaknila globlje v zgodovino Zemlje, a je do danes v strokovnih krogih ostala ista, tj. na spodnjem robu kambrija oziroma pred 542 milijoni let.